# Portugal na CEE
Portugal na CEE   é o primeiro single e o primeiro registo discográfico da banda de rock português GNR. Editado em Março de 1981 pela EMI - Valentim de Carvalho.  Este single vendeu mais de 15 mil exemplares constituindo um caso de sucesso  e permanecendo, até hoje, como um dos temas mais populares da banda.
Tanto "Portugal na CEE" como o lado B "Espelho Meu" contam com o guitarrista e membro fundador Alexandre Soares no papel de vocalista, pois Rui Reininho só entraria para os GNR no final do ano de 1981. Este é também o único lançamento do grupo a incluir Mano Zé, o seu primeiro baixista. Assim, a formação do primeiro single completa-se com os co-fundadores Tóli César Machado na bateria e Vitor Rua na guitarra e sintetizador.
Ambas as canções marcam presença em várias coletâneas da banda. 

## Faixas

### Single
1. Portugal na CEE
2. Espelho Meu

- Músicas escritas por: Vitor Rua (faixa 1) e Alexandre Soares (faixa 2)

## Membros da banda
- Alexandre Soares   (voz e guitarra)   [1]
- Vitor Rua   (guitarra e sintetizador)   [1]
- Tóli César Machado   (bateria)   [1]
- Mano Zé   (baixo)   [1]